# Isometrie (riemann-meetkunde)
In de riemann-meetkunde, een deelgebied van de wiskunde, is een lokale isometrie van de ene (pseudo-) riemann-variëteit op een andere riemann-variëteit een afbeelding die de metrische tensor op de tweede variëteit terugtrekt op de metrische tensor op de eerste variëteit. Wanneer zulk een afbeelding ook een diffeomorfisme is, wordt zo'n afbeelding een isometrie (of isometrisch isomorfisme) genoemd; het biedt dan een notie van isomorfisme ("gelijkendheid") in de categorie Rm van de riemann-variëteiten.

## Definitie
Laten (M, g) en (M', g') twee riemann-variëteiten zijn en laat 
{\displaystyle f:M\to M'\,}
een diffeomorfisme zijn. In dat geval wordt f een isometrie (of isometrisch isomorfisme) genoemd als
{\displaystyle g=f^{*}g',\,}
waar {\displaystyle f^{*}g'} staat voor de pullback van de rang (0,2) metrische tensor g' op f. 
Op equivalente wijze geldt in termen van de pushforward {\displaystyle f_{*}} hetzelfde voor enige twee vectorvelden v, w op M (dat wil zeggen secties van de raakbundel
{\displaystyle \mathrm {T} M}), 
{\displaystyle g(v,w)=g'\left(f_{*}v,f_{*}w\right).\,}
Als f een lokaal diffeomorfisme is zodanig dat 
{\displaystyle g=f^{*}g'},
dan wordt f een lokale isometrie genoemd.